# Ellen Gronwald
Ellen Gronwald (* 27. März 1980 in Frankfurt am Main) ist eine deutsche Schauspielerin.

## Leben
Ellen Gronwald wuchs in Frankfurt am Main auf. Seit 2004 hat sie als Schauspielerin vor der Kamera in mehreren Filmen und Fernsehserien mitgewirkt. Sie spielte auch in mehreren Kurzfilmen mit. Zudem ist sie am Theater aktiv.
Gronwald lebt in Berlin.

## Filmografie (Auswahl)
- 2009: Stubbe – Von Fall zu Fall (Fernsehserie, 1 Folge)
- 2009: SOKO Wismar (Fernsehserie, 1 Folge)
- 2010: SOKO Köln (Fernsehserie, 1 Folge)
- 2011: Großstadtrevier (Fernsehserie, 1 Folge)
- 2013/2014: SOKO Leipzig (Fernsehserie, 2 Folgen)